# 15e étape du Tour de France 1998
Pour un article plus général, voir Tour de France 1998.
La quinzième étape du Tour de France a eu lieu le 27 juillet 1998 entre Grenoble et les Deux Alpes sur 189 km de course.

## Récit
Grande étape alpestre, avec 2 grands cols du Tour de France à escalader : le col de la Croix-de-Fer et le col du Galibier (par le Télégraphe). L'étape s'achève par une arrivée au sommet à la station des Deux Alpes.

Cette étape disputée sous la pluie est le théâtre de la prise de pouvoir de Marco Pantani et d'une terrible défaillance du favori de la course Jan Ullrich.

Dans le col de la Croix-de-Fer, Marco Pantani glisse sur la route mouillée et chute sans gravité. Il réintègre facilement le peloton, qui est composé d'encore une quarantaine de coureurs au sommet.

Dans la descente vers la vallée de la Maurienne, Thierry Bourguignon attaque et entraîne avec lui Maximilian Sciandri, Peter Farazijn, Marcos Serrano, Rodolfo Massi et Christophe Rinero. Ces trois derniers coureurs, meilleurs grimpeurs que leurs compagnons d'échappée, se retrouvent seuls en tête au passage du col du Télégraphe avec 2 min 50 s d'avance sur le groupe Maillot jaune.

Marcos Serrano est lâché dès les premières pentes vers le col du Galibier, tandis que Laurent Jalabert est en difficulté dans le groupe des favoris. Quelques kilomètres plus loin, Rodolfo Massi lâche prise à son tour, et Christophe Rinero se retrouve donc seul en tête.

À 5,5 km du col du Galibier, le Tour bascule avec une attaque légendaire de Marco Pantani, dont l'image est restée célèbre. Luc Leblanc est le seul à pouvoir s'accrocher dans un premier temps puis il est rapidement décroché. Les coureurs encore en tête sont avalés par le Pirate. Derrière, Jan Ullrich ne peut rien faire, il voit Fernando Escartín partir en contre sans pouvoir réagir.

Dans la descente, Marco Pantani est rejoint par Christophe Rinero, Rodolfo Massi et Fernando Escartín. Derrière, Bobby Julich rate un virage mais repart sans problèmes. Le calvaire continue pour Jan Ullrich qui est victime d'une crevaison et qui perd beaucoup de temps avec cet incident.

Dès le début de l'ascension vers les Deux Alpes, Marco Pantani se retrouve seul en tête et file vers la victoire d'étape. Les dégâts continuent pour Jan Ullrich, irrémédiablement décroché du groupe Julich : rejoint par ses équipiers Bjarne Riis et Udo Bölts, il parvient à peine à suivre leur rythme.

Devant, Christophe Rinero est lâché par Rodolfo Massi et Fernando Escartín tandis que Bobby Julich accélère et se retrouve seul.

Marco Pantani continue de creuser les écarts dans les derniers kilomètres et remporte cette étape de légende. Les écarts sont énormes sur la ligne : Bobby Julich perd 5 min 43 s, Michael Boogerd 5 min 48 s, Luc Leblanc 6 min 46 s, Jan Ullrich 8 min 57 s et Laurent Jalabert 15 min 33 s.

## Classement de l'étape
| \| Classement de l'étape \| Classement de l'étape \| Classement de l'étape \| Classement de l'étape \| Classement de l'étape \| \| Coureur \| Coureur \| Pays \| Équipe \| Temps \| \| --------------------- \| --------------------- \| --------------------- \| ------------------------------- \| --------------------- \| \| 1er \| Marco Pantani \| Italie \| Mercatone Uno-Bianchi \| 5 h 43 min 45 s \| \| 2e \| Rodolfo Massi \| Italie \| Casino \| + 1 min 54 s \| \| 3e \| Fernando Escartín \| Espagne \| Kelme-Costa Blanca \| + 1 min 59 s \| \| 4e \| Christophe Rinero \| France \| Cofidis-Le Crédit par Téléphone \| + 2 min 57 s \| \| 5e \| Bobby Julich \| États-Unis \| Cofidis-Le Crédit par Téléphone \| + 5 min 43 s \| \| 6e \| Michael Boogerd \| Pays-Bas \| Rabobank \| + 5 min 48 s \| \| 7e \| Marcos Serrano \| Espagne \| Kelme-Costa Blanca \| + 6 min 04 s \| \| 8e \| Jean-Cyril Robin \| France \| US Postal Service \| + 6 min 34 s \| \| 9e \| Manuel Beltrán \| Espagne \| Banesto \| + 6 min 40 s \| \| 10e \| Dariusz Baranowski \| Pologne \| US Postal Service \| + 6 min 40 s \| |                    |            |                                 |                 |
| |                    |            |                                 |                 |
| |                    |            |                                 |                 |
| Classement de l'étape |                    |            |                                 |                 |
| Coureur | Coureur            | Pays       | Équipe                          | Temps           |
| 1er | Marco Pantani      | Italie     | Mercatone Uno-Bianchi           | 5 h 43 min 45 s |
| 2e | Rodolfo Massi      | Italie     | Casino                          | + 1 min 54 s    |
| 3e | Fernando Escartín  | Espagne    | Kelme-Costa Blanca              | + 1 min 59 s    |
| 4e | Christophe Rinero  | France     | Cofidis-Le Crédit par Téléphone | + 2 min 57 s    |
| 5e | Bobby Julich       | États-Unis | Cofidis-Le Crédit par Téléphone | + 5 min 43 s    |
| 6e | Michael Boogerd    | Pays-Bas   | Rabobank                        | + 5 min 48 s    |
| 7e | Marcos Serrano     | Espagne    | Kelme-Costa Blanca              | + 6 min 04 s    |
| 8e | Jean-Cyril Robin   | France     | US Postal Service               | + 6 min 34 s    |
| 9e | Manuel Beltrán     | Espagne    | Banesto                         | + 6 min 40 s    |
| 10e | Dariusz Baranowski | Pologne    | US Postal Service               | + 6 min 40 s    |

## Classement général
Cette étape de montagne disputée sous la pluie chamboule complètement le classement général. Le leader au départ de l'étape, l'Allemand Jan Ullrich (Deutsche Telekom) perd près de neuf minutes sur le vainqueur du jour, l'Italien Marco Pantani (Mercatone Uno-Bianchi) qui s'empare du maillot jaune. Ullrich retombe quatrième du classement à près de six minutes. Auteur d'une belle étape (5e), l'Américain Bobby Julich (Cofidis-Le Crédit par Téléphone) conserve lui sa seconde place avec presque quatre minutes de retard, juste devant l'Espagnol Fernando Escartín (Kelme-Costa-Blanca) qui gagne six places.
Parmi les autres gagnants du jour, le Français Christophe Rinero (Cofidis) gagne quatorze place pour se rapprocher au cinquième rang et Rodolfo Massi (Casino) remonte 16 places pour revenir 7e. Par contre, au niveau des perdants, le Français Laurent Jalabert (ONCE) perd plus d'un quart d'heure et 19 places et son compatriote Stéphane Heulot (La Française des Jeux) perd presque 14 minutes et 15 places.
| \| Classement général \| Classement général \| Classement général \| Classement général \| Classement général \| \| Coureur \| Coureur \| Pays \| Équipe \| Temps \| \| ------------------ \| ------------------ \| ------------------ \| ------------------------------- \| ------------------ \| \| 1er \| Marco Pantani \| Italie \| Mercatone Uno-Bianchi \| 71 h 58 min 37 s \| \| 2e \| Bobby Julich \| États-Unis \| Cofidis-Le Crédit par Téléphone \| + 3 min 53 s \| \| 3e \| Fernando Escartín \| Espagne \| Kelme-Costa Blanca \| + 4 min 14 s \| \| 4e \| Jan Ullrich \| Allemagne \| Deutsche Telekom \| + 5 min 56 s \| \| 5e \| Christophe Rinero \| France \| Cofidis-Le Crédit par Téléphone \| + 6 min 12 s \| \| 6e \| Michael Boogerd \| Pays-Bas \| Rabobank \| + 6 min 16 s \| \| 7e \| Rodolfo Massi \| Italie \| Casino \| + 7 min 53 s \| \| 8e \| Luc Leblanc \| France \| Polti \| + 8 min 01 s \| \| 9e \| Roland Meier \| Suisse \| Cofidis-Le Crédit par Téléphone \| + 8 min 57 s \| \| 10e \| Daniele Nardello \| Italie \| Mapei-Bricobi \| + 9 min 14 s \| |                   |            |                                 |                  |
| |                   |            |                                 |                  |
| |                   |            |                                 |                  |
| Classement général |                   |            |                                 |                  |
| Coureur | Coureur           | Pays       | Équipe                          | Temps            |
| 1er | Marco Pantani     | Italie     | Mercatone Uno-Bianchi           | 71 h 58 min 37 s |
| 2e | Bobby Julich      | États-Unis | Cofidis-Le Crédit par Téléphone | + 3 min 53 s     |
| 3e | Fernando Escartín | Espagne    | Kelme-Costa Blanca              | + 4 min 14 s     |
| 4e | Jan Ullrich       | Allemagne  | Deutsche Telekom                | + 5 min 56 s     |
| 5e | Christophe Rinero | France     | Cofidis-Le Crédit par Téléphone | + 6 min 12 s     |
| 6e | Michael Boogerd   | Pays-Bas   | Rabobank                        | + 6 min 16 s     |
| 7e | Rodolfo Massi     | Italie     | Casino                          | + 7 min 53 s     |
| 8e | Luc Leblanc       | France     | Polti                           | + 8 min 01 s     |
| 9e | Roland Meier      | Suisse     | Cofidis-Le Crédit par Téléphone | + 8 min 57 s     |
| 10e | Daniele Nardello  | Italie     | Mapei-Bricobi                   | + 9 min 14 s     |

## Classements annexes
| Classement par points | Classement par points | Classement par points | Classement par points | Classement par points |
| Coureur               | Coureur               | Pays                  | Équipe                | Points                |
| --------------------- | --------------------- | --------------------- | --------------------- | --------------------- |
| 1er                   | Erik Zabel            | Allemagne             | Deutsche Telekom      | 272 pts               |
| 2e                    | Ján Svorada           | Tchéquie              | Mapei-Bricobi         | 168 pts               |
| 3e                    | Tom Steels            | Belgique              | Mapei-Bricobi         | 161 pts               |
| 4e                    | Stuart O'Grady        | Australie             | Gan                   | 151 pts               |
| 5e                    | Robbie McEwen         | Australie             | Rabobank              | 144 pts               |

| Classement par points | Classement par points | Classement par points | Classement par points | Classement par points |
| Coureur               | Coureur               | Pays                  | Équipe                | Points                |
| --------------------- | --------------------- | --------------------- | --------------------- | --------------------- |
| 1er                   | Erik Zabel            | Allemagne             | Deutsche Telekom      | 272 pts               |
| 2e                    | Ján Svorada           | Tchéquie              | Mapei-Bricobi         | 168 pts               |
| 3e                    | Tom Steels            | Belgique              | Mapei-Bricobi         | 161 pts               |
| 4e                    | Stuart O'Grady        | Australie             | Gan                   | 151 pts               |
| 5e                    | Robbie McEwen         | Australie             | Rabobank              | 144 pts               |

| Classement de la montagne | Classement de la montagne | Classement de la montagne | Classement de la montagne       | Classement de la montagne |
| Coureur                   | Coureur                   | Pays                      | Équipe                          | Points                    |
| ------------------------- | ------------------------- | ------------------------- | ------------------------------- | ------------------------- |
| 1er                       | Rodolfo Massi             | Italie                    | Casino                          | 307 pts                   |
| 2e                        | Christophe Rinero         | France                    | Cofidis-Le Crédit par Téléphone | 189 pts                   |
| 3e                        | Alberto Elli              | Italie                    | Casino                          | 165 pts                   |
| 4e                        | Marco Pantani             | Italie                    | Mercatone Uno-Bianchi           | 136 pts                   |
| 5e                        | Cédric Vasseur            | France                    | Gan                             | 126 pts                   |

| Classement de la montagne | Classement de la montagne | Classement de la montagne | Classement de la montagne       | Classement de la montagne |
| Coureur                   | Coureur                   | Pays                      | Équipe                          | Points                    |
| ------------------------- | ------------------------- | ------------------------- | ------------------------------- | ------------------------- |
| 1er                       | Rodolfo Massi             | Italie                    | Casino                          | 307 pts                   |
| 2e                        | Christophe Rinero         | France                    | Cofidis-Le Crédit par Téléphone | 189 pts                   |
| 3e                        | Alberto Elli              | Italie                    | Casino                          | 165 pts                   |
| 4e                        | Marco Pantani             | Italie                    | Mercatone Uno-Bianchi           | 136 pts                   |
| 5e                        | Cédric Vasseur            | France                    | Gan                             | 126 pts                   |

| Classement du meilleur jeune | Classement du meilleur jeune | Classement du meilleur jeune | Classement du meilleur jeune    | Classement du meilleur jeune |
| Coureur                      | Coureur                      | Pays                         | Équipe                          | Temps                        |
| ---------------------------- | ---------------------------- | ---------------------------- | ------------------------------- | ---------------------------- |
| 1er                          | Jan Ullrich                  | Allemagne                    | Deutsche Telekom                | 72 h 04 min 33 s             |
| 2e                           | Christophe Rinero            | France                       | Cofidis-Le Crédit par Téléphone | + 16 s                       |
| 3e                           | Giuseppe Di Grande           | Italie                       | Mapei-Bricobi                   | + 4 min 55 s                 |
| 4e                           | Santiago Blanco              | Espagne                      | Vitalicio Seguros               | + 10 min 27 s                |
| 5e                           | Jörg Jaksche                 | Allemagne                    | Polti                           | + 13 min 51 s                |

| Classement du meilleur jeune | Classement du meilleur jeune | Classement du meilleur jeune | Classement du meilleur jeune    | Classement du meilleur jeune |
| Coureur                      | Coureur                      | Pays                         | Équipe                          | Temps                        |
| ---------------------------- | ---------------------------- | ---------------------------- | ------------------------------- | ---------------------------- |
| 1er                          | Jan Ullrich                  | Allemagne                    | Deutsche Telekom                | 72 h 04 min 33 s             |
| 2e                           | Christophe Rinero            | France                       | Cofidis-Le Crédit par Téléphone | + 16 s                       |
| 3e                           | Giuseppe Di Grande           | Italie                       | Mapei-Bricobi                   | + 4 min 55 s                 |
| 4e                           | Santiago Blanco              | Espagne                      | Vitalicio Seguros               | + 10 min 27 s                |
| 5e                           | Jörg Jaksche                 | Allemagne                    | Polti                           | + 13 min 51 s                |

| Classement par équipes | Classement par équipes          | Classement par équipes | Classement par équipes |
| Équipe                 | Équipe                          | Pays                   | Temps                  |
| ---------------------- | ------------------------------- | ---------------------- | ---------------------- |
| 1re                    | Cofidis-Le Crédit par Téléphone | France                 | 215 h 46 min 56 s      |
| 2e                     | Banesto                         | Espagne                | + 33 min 04 s          |
| 3e                     | Casino                          | France                 | + 38 min 36 s          |
| 4e                     | Polti                           | Italie                 | + 43 min 14 s          |
| 5e                     | Lotto-Mobistar                  | Belgique               | + 44 min 32 s          |

| Classement par équipes | Classement par équipes          | Classement par équipes | Classement par équipes |
| Équipe                 | Équipe                          | Pays                   | Temps                  |
| ---------------------- | ------------------------------- | ---------------------- | ---------------------- |
| 1re                    | Cofidis-Le Crédit par Téléphone | France                 | 215 h 46 min 56 s      |
| 2e                     | Banesto                         | Espagne                | + 33 min 04 s          |
| 3e                     | Casino                          | France                 | + 38 min 36 s          |
| 4e                     | Polti                           | Italie                 | + 43 min 14 s          |
| 5e                     | Lotto-Mobistar                  | Belgique               | + 44 min 32 s          |

## Abandons
Sergio Barbero (abandon)
José Luis Arrieta (abandon)
Peter Van Petegem (abandon)
Leonardo Guidi (abandon)
Juan José de los Ángeles (abandon)
Fabio Baldato (abandon)
Eddy Seigneur (hors-délais)